# Alsterzentrum
Das Alsterzentrum ist ein nicht ausgeführtes Hamburger Großbauprojekt der 1960er Jahre.
Im Juni 1966 stellte das Wohnungsunternehmen Neue Heimat von seinem damaligen Vorsitzenden Albert Vietor in Auftrag gegebene Pläne für eine radikale Umgestaltung von Hamburg-St. Georg vor, die einen nahezu vollständigen Abriss des Stadtteils beinhalteten. Der Entwurf des Architekten Hans Konwiarz sah vor, bis auf die evangelische Dreieinigkeitskirche und die katholische Kirche St. Marien die gesamte gewachsene Bausubstanz des Stadtteils zu beseitigen und so Platz zu schaffen für eine mit dem Rücken zur Alster ausgerichtete, halbmondförmige Kette von sich pyramidenartig nach oben verjüngenden Hochhäusern, deren Errichtung geschätzte zwei Milliarden Deutsche Mark kosten sollte. Die Anlage sollte Wohnraum für 20.000 Personen und Parkplätze für 16.000 Autos bieten. Die Gesamtlänge des Komplexes sollte 700 Meter betragen, das höchste Gebäude hätte 63 Stockwerke und eine Höhe von 200 Metern aufgewiesen. Konwiarz’ Planungen stellten dabei nur einen Basisentwurf dar; über die endgültige Gestaltung des Komplexes sollte in einem internationalen Architektenwettbewerb entschieden werden. Bis 1973 sollte das Projekt vollendet sein.
Während das Vorhaben anfangs noch ein positives Echo hervorrief, auch im Hamburger Senat, mehrten sich in den Folgejahren kritische Stimmen. Grundeigentümer und Anwohner verlangten nach Beteiligung an den Planungen, es regte sich Widerstand gegen eine drohende Zwangsumsiedlung der Bewohner von St. Georg, und generell wurde der Sinn des überdimensionierten Bauvorhabens immer stärker in Zweifel gezogen. Im Jahr 1973 schließlich gab der damalige Erste Bürgermeister Peter Schulz die endgültige Aufgabe des Projekts Alsterzentrum bekannt.